# (31084) 1996 YX2
1996 واي أكس 2 (ويعرف أيضًا باسم (31084) 1996 واي أكس 2 وفق تسمية الكوكب الصغير) (بالإنجليزية: 1996 YX2)‏ هو كويكب ضمن حزام الكويكبات؛ وترتيبه 31084 من حيث الاكتشاف.
اكتُشف هذا الجُرم الفلكي بواسطة ناوتو ساتو في 29 ديسمبر 1996.

## وصلات خارجية
- (31084) 1996 YX2 في قاعدة بيانات مختبر الدفع النفاث لأجرام النظام الشمسي الصغيرة

- الاكتشاف · مخطط المدار ·  العناصر المدارية · المعلمات المادية

- (31084) 1996 YX2 على موقع ويكي سكاي: DSS2, SDSS, GALEX, IRAS, Hydrogen α, X-Ray, Astrophoto, Sky Map, Articles and images